# Mary Novik
Mary Novik (* 1945 in Victoria, British Columbia, Kanada) ist eine kanadische Schriftstellerin, die 2008 den Ethel Wilson Fiction Prize gewann.

## Leben
Mary Novik wurde in Victoria, British Columbia, in eine Großfamilie mit fünf Geschwistern hineingeboren. Die Großeltern stammten beide aus Birmingham und betrachteten sich zeit ihres Lebens als Engländer. Dieses Lebensgefühl gaben sie in vielen Dingen an ihre Enkelkinder weiter. Da laut den Worten Mary Noviks die Kinder damals in der ländlichen Umgebung weitgehend sich selbst überlassen wurden, wandte sie sich schon in Kindertagen der Literatur zu, deren Anregungen sie durch den Büchereibus erhielt. Später zog die Familie nach Surrey um. Bereits mit 17 Jahren zog es sie an die Universität, wo sie Englische Literatur studierte und ihren späteren Ehemann kennenlernte.
Nachdem sie lange Jahre am Langara College Kreatives Schreiben unterrichtet hatte und auch einige Fachpublikationen über Robert Creeley veröffentlichte, entschloss sie sich im Ruhestand einen Roman zu verfassen. Ein erstes, nicht veröffentlichtes, Exemplar wurde bei einem internen Verlagswettbewerb gut aufgenommen, sodass sie sich zu einem weiteren Versuch mit Conceit (2007) entschloss, der von der Kritik überaus positiv besprochen wurde.
Dieser historische Roman beschreibt das Leben von Pegge Donne, der Tochter des metaphysischen Poeten John Donne, und spielt im London des 17. Jahrhunderts. Andere Romancharaktere basieren auf Donnes Ehefrau Anne More, dem Tagebuchautor Samuel Pepys und dem Biographen Izaak Walton.
Conceit gewann den zu den BC Book Prizes gehörenden Ethel Wilson Fiction Prize und stand auf der Longlist des Scotiabank Giller Prize. Es wurde als Buch des Jahres von The Globe and Mail und Quill & Quire benannt. Abebooks bezeichnete es als Canadian Book of the Year.
Novik begründete zusammen mit Jen Sookfong Lee und June Hutton die Vancouver-Schreibgruppe SPiN.
Mary Novik lebt bei Vancouver zusammen mit ihrem Mann, in der Nähe ihres Sohnes, dessen Frau und ihrem Enkel.

## Werk
Sachbücher
- Robert Creeley: A Writing Biography and Inventory. Dissertation, University of British Columbia 1973. Publiziert als: Robert Creeley: An Inventory, 1945-1970. Kent State University Press, Kent OH 1973

Roman
- Conceit. Doubleday, Toronto 2007, ISBN 978-0-385-66205-5